# إيفالد آف
إيفالد آف Evald Aav (1900 – 1939) مؤلف موسيقي إستوني.
ولد في تالين التي كانت حينذاك تابعة للإمبراطورية الروسية. درس التأليف الموسيقي على يد أرتور كاب، وكانت ألحانه أساسا لأغاني كتبت باللغة الإستونية.
ألف أول أوبرا إستونية وطنية في عام 1928 وهي Vikerlased (أي الفايكنج). عرضت الاوبرا لمرة الأولى في تالين في 8 سبتمبر 1928. تأثر في موسيقاه بأسلوب تشايكوفسكي.